# Eburia ovicollis
Eburia ovicollis là một loài bọ cánh cứng trong họ Cerambycidae.